# Tom Hood

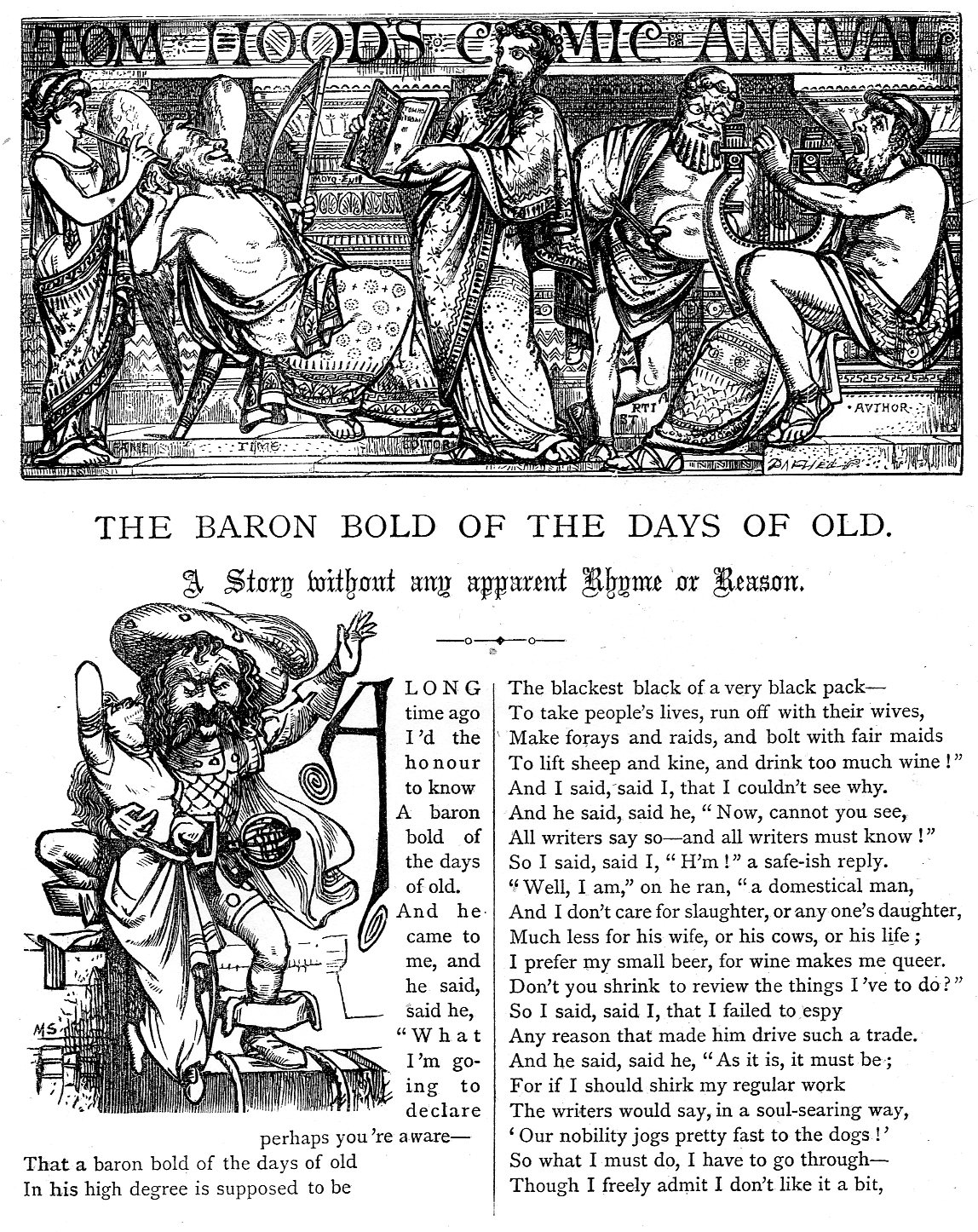

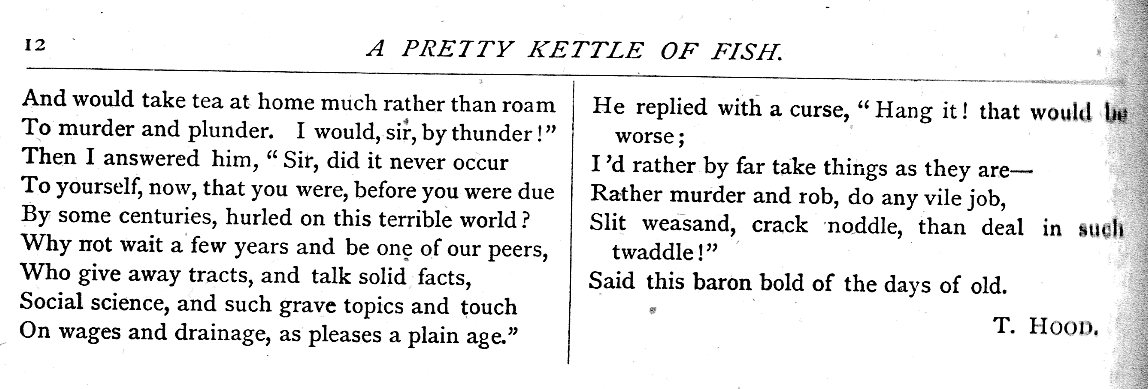
Ur Comic Annual.

Tom Hood, född den 19 januari 1835, död den 20 november 1874, var en engelsk skriftställare, son till Thomas Hood.
Hood skrev diktsamlingarna Pen and pencil picturæs (1856) och Quips and cranks (1861), romanerna A disputed inheritance (1863), Captain Master’s children (1865) och A golden heart (1867) samt Comic annual för 1871. 
Från 1865 ledde han redaktionen av skämttidningen Fun. Favourite poems (1877) innehåller ett urval dikter samt Hoods biografi.